# Pierolapithecus catalaunicus
Pierolapithecus catalaunicus is een uitgestorven mensaap uit het Mioceen. Deze soort leefde ongeveer 13 miljoen jaar (Ma) geleden in de bossen van Catalonië, Spanje. Pierolapithecus catalaunicus is de enige soort die in het geslacht Pierolapithecus wordt geplaatst.
Pierolapithecus catalaunicus was een boombewoner en iets kleiner dan een chimpansee. Dit dier neemt een belangrijke positie in binnen de primaten, aangezien Pierolapithecus catalaunicus tussen de smalneusapen en de mensapen in staat. Van beide groepen bezit dit dier kenmerken.